# Vàng anh gáy đen

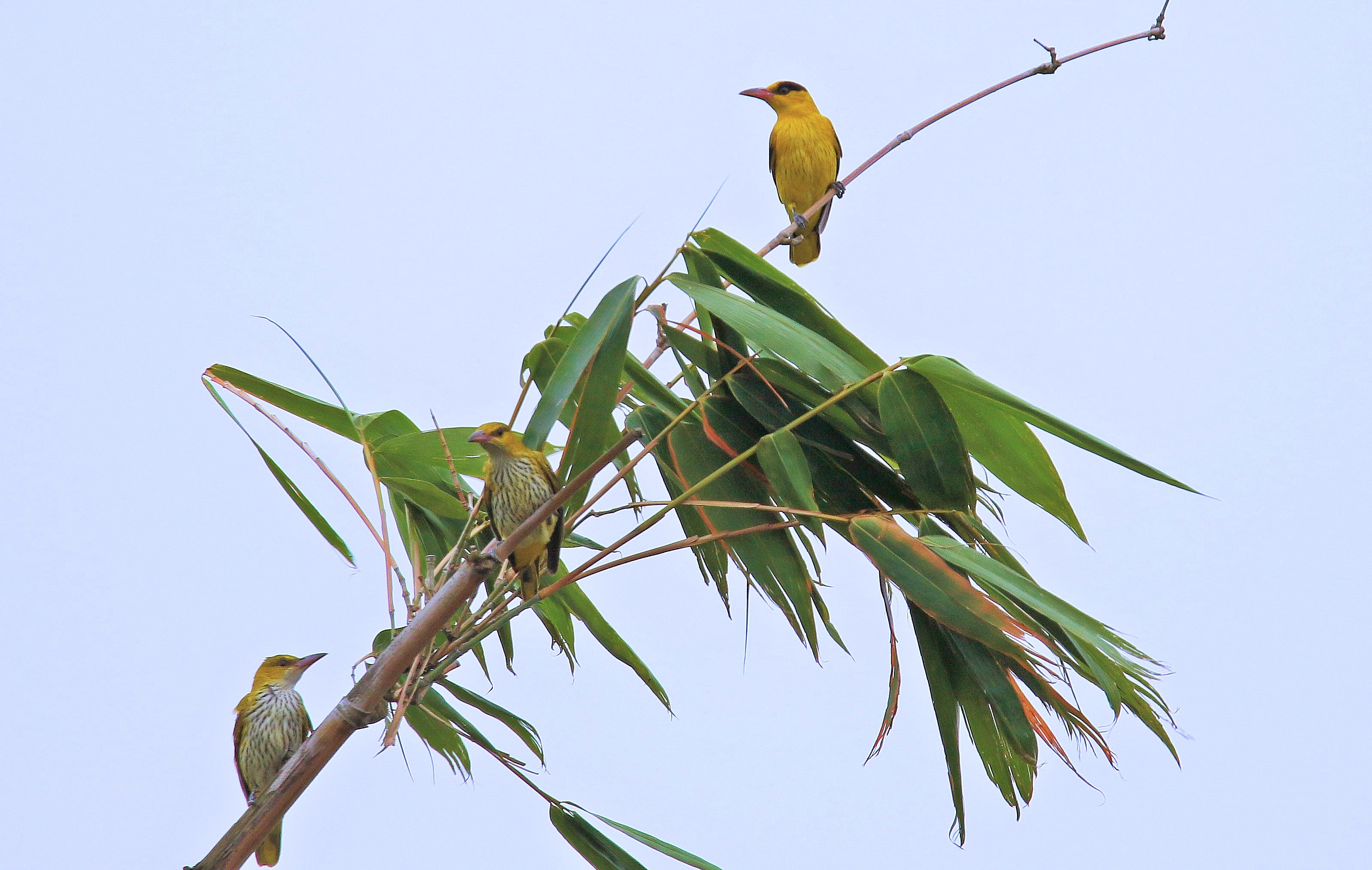
Vàng Anh gáy đen

Vàng anh gáy đen hay đơn giản là Vàng anh (tên khoa học Oriolus chinensis) là một loài chim thuộc họ Vàng anh (Oriolidae).
Loài này thường được tìm thấy ở một số khu vực châu Á. Chúng được tìm thấy trong rừng, vườn cây và trồng rừng. Nó ăn quả và côn trùng trong tán cây. Chủng diffusus sinh sản ở phía đông Siberia, Ussuriland, đông bắc Trung Quốc, Hàn Quốc và miền Bắc Việt Nam và trú đông ở Thái Lan, Miến Điện và các khu vực của Ấn Độ.

## Chủng, phân loài
Khi được công nhận như là một loài theo nghĩa rộng nhất thì nó có thể bao gồm tới 20 chủng. Tuy nhiên khi đó nó là cận ngành trong mối tương quan với Oriolus oriolus và Oriolus kundoo. Vì thế, giải pháp tốt nhất có lẽ là tách nó ra thành các loài như sau:
- Vàng anh châu Á/vàng anh gáy đen (O. diffusus):
  - O. c. diffusus Sharpe, 1877: Đông Á (Triều Tiên, Trung Quốc, Việt Nam).
- Vàng anh Sunda (O. maculatus):
  - O. c. andamanensis Beavan, 1867: Quần đảo Andaman và Nicobar.
  - O. c. macrourus Blyth, 1846: Quần đảo Andaman và Nicobar.
  - O. c. maculatus Vieillot, 1817: Bán đảo Mã Lai, Sumatra, Java, Bali và Borneo.
  - O. c. mundus Richmond, 1903: Quần đảo Simeulue và Nias (ngoài khơi phía tây Sumatra).
  - O. c. sipora Chasen & Kloss, 1926 Đảo Sipura (ngoài khơi phía tây Sumatra).
  - O. c. richmondi Oberholser, 1912: Quần đảo Siberut và Pagi (ngoài khơi phía tây Sumatra).
  - O. c. lamprochryseus Oberholser, 1917 Đảo Masalembu (biển Java).
  - O. c. insularis Vorderman, 1893 Các quần đảo Sapudi, Raas và Kangean (đông bắc Java).
- Vàng anh gáy đen (các chủng Philippine).
  - O. c. melanisticus Meyer A.B & Wiglesworth, 1894: Quần đảo Talaud (miền nam Philippines).
  - O. c. chinensis Linnaeus, 1766: Palawan, Luzon, Mindoro và các đảo vệ tinh (tây và bắc Philippines).
  - O. c. yamamurae Kuroda Sr, 1927: Các đảo Visayan, Mindanao và Basilan (trung nam Philippines).
  - O. c. suluensis Sharpe, 1877 Sulu (tây nam Philippines).
- Chủng Wallace: Chưa rõ vị trí, tạm thời vẫn xếp trong Oriolus chinensis.
  - O. c. sangirensis Meyer A.B & Wiglesworth, 1898: Các đảo Sangihe và Tabukan (ngoài khơi đông bắc Sulawesi).
  - O. c. formosus Cabanis, 1872: Các dảo Siau, Tahulandang, Ruang, Biaro, Mayu (ngoài khơi đông bắc Sulawesi)
  - O. c. celebensis (Walden, 1872): Sulawesi và các đảo cận kề.
  - O. c. frontalis Wallace, 1863: Các đảo Banggai và Sula (đông Sulawesi).
  - O. c. stresemanni Neumann, 1939: Đảo Peleng (phía đông Sulawesi).
  - O. c. boneratensis Meyer, AB & Wiglesworth, 1896: Các đảo trong biển Flores.
  - O. c. broderipi Bonaparte, 1850: Sunda Nhỏ.